# Oscil·lador harmònic
Es diu que un sistema qualsevol, mecànic, elèctric, pneumàtic, etc. és un 'oscil·lador harmònic' si quan es deixa en llibertat, fora de la seva posició d'equilibri, torna cap a ella descrivint oscil·lacions sinusoidals, o sinusoidals esmorteïdes entorn d'aquesta posició estable.

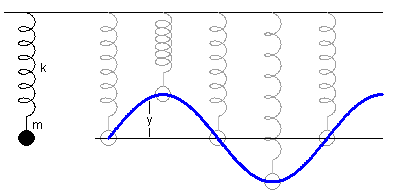
Figura 1: La massa penjada del ressort forma un oscil·lador harmònic.

L'exemple és el d'una massa penjada a un ressort (vegeu figura 1). Quan s'allunya la massa de la seva posició de repòs, el ressort exerceix sobre la massa una força que és proporcional al desequilibri (distància a la posició de repòs) i que està dirigida cap a la posició d'equilibri. Si es deixa anar la massa, la força del ressort accelera la massa cap a la posició d'equilibri. A mesura que la massa s'apropa a la posició d'equilibri i que augmenta la seva velocitat, l'energia potencial elàstica del ressort es transforma en energia cinètica de la massa. Quan la massa arriba a la seva posició d'equilibri, la força serà zero, però com la massa està en moviment, continuarà i passarà de l'altre costat. La força s'inverteix i comença a frenar la massa. L'energia cinètica de la massa va transformant ara en energia potencial del ressort fins que la massa s'atura. Llavors aquest procés torna a produir-se en direcció oposada completant una oscil·lació.
Si tota l'energia cinètica es transformés en energia potencial i viceversa, l'oscil·lació seguiria eternament amb la mateixa amplitud. En la realitat, sempre hi ha una part de l'energia que es transforma en una altra forma, a causa de la viscositat de l'aire o perquè el ressort no és perfectament elàstic. Així doncs, l'amplitud del moviment disminuirà més o menys lentament amb el pas del temps, el que es coneix com a oscil·lador harmònic esmorteït, vegeu més endavant. Es començarà tractant el cas ideal, en el qual no hi ha pèrdues d'energia. S'analitzarà el cas unidimensional d'un únic oscil·lador (per la situació amb diversos oscil·ladors, vegeu moviment harmònic complex).

## Casos

### Oscil·lador harmònic sense pèrdues
S'anomenarà {\displaystyle \scriptstyle {m}} a la massa i {\displaystyle \scriptstyle {y}} a la distància entre la posició de la massa i la posició d'equilibri. Se suposarà que la força del ressort és estrictament proporcional al desequilibri: {\displaystyle \scriptstyle {F=-ky}} (llei de Hooke). {\displaystyle \scriptstyle {F}} és la força i {\displaystyle \scriptstyle {k}} la constant elàstica del ressort. El signe negatiu indica que la força és recuperadora, és a dir, sempre té un sentit oposat al del desplaçament {\displaystyle \scriptstyle {y}}. Així doncs, la força elàstica del ressort sempre atraurà la massa cap a la posició d'equilibri.
La segona llei de Newton diu

{\displaystyle F=ma=m{dv \over dt}=m{d^{2}y \over dt^{2}}.}

substituint la força obtenim:

{\displaystyle m{d^{2}y \over dt^{2}}=-ky.}

La solució d'aquesta equació diferencial ordinària és immediata: les úniques funcions reals (no complexos) la segona derivada de les quals és la mateixa funció amb el signe invertit són sinus i cosinus. Les dues funcions corresponen al mateix moviment, ja que el sinus i el cosinus són en realitat la mateixa funció desplaçada {\textstyle {\frac {\pi }{2}}} radians. Escollim arbitràriament la funció cosinus. La solució a l'equació diferencial ordinària anterior és de la forma:
{\displaystyle y=A\cos(\omega t+\phi ),}
on

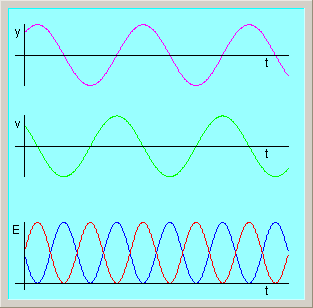
Figura 2: La corba de dalt dona la posició de l'oscil·lador en funció del temps. La del mig dona la velocitat. A continuació hi ha les corbes de les energies. En blau està l'energia cinètica i en vermell l'energia potencial del ressort

- {\displaystyle y\,} és l'elongació o diferència respecte a l'estat d'equilibri, les seves unitats són les de {\displaystyle \scriptstyle {A}}.
- {\textstyle A\,} és l'amplitud, màxima diferència respecte a la posició d'equilibri.
- {\textstyle \omega =2\pi \nu \,} és la pulsació (o freqüència angular) i {\displaystyle \scriptstyle {\nu }} la freqüència.
- {\displaystyle t\,} és el temps.
- {\displaystyle \phi \,} és la fase inicial (per a {\displaystyle \scriptstyle {t=0}}).

És fàcil comprovar que el valor d' {\displaystyle \scriptstyle {\omega }} és
{\displaystyle \omega ={\sqrt {k \over m}}.}
El període d'oscil·lació és
{\displaystyle T=2\pi {\sqrt {m \over k}}.}
Com ja hem dit, durant un quart d'una oscil·lació l'energia potencial es transforma en energia cinètica. Durant un altre quart, l'energia cinètica es transforma en energia potencial. A la figura 2 s'ha traçat la posició en funció del temps (en color lila), la velocitat en funció del temps (en color verd) i les energies potencials i cinètiques (en color vermell i blau respectivament).

### Oscil·lador harmònic esmorteït

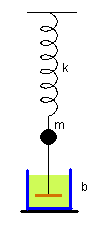
Figura 3: Oscil·lador harmònic amb amortidor. La força viscosa, que és proporcional a la velocitat, frena l'oscil·lador.

Afegint pèrdues d'energia, s'aconsegueix modelar una situació més propera a la realitat. Així, cal notar que l'oscil·lació descrita en l'apartat anterior es perllongaria indefinidament en el temps (la sinusoide que descriu la posició no convergeix a zero en cap moment). Una situació més versemblant es correspon al cas on es considera una força addicional que frena el moviment. Aquesta força pot ser constant (però sempre amb signe tal que freni el moviment). És el cas de fregaments secs: la força no depèn ni de la velocitat ni de la posició. Una altra situació que es produeix en la realitat és que la força sigui proporcional a la velocitat elevada a una potència, sencera o no. Així succeeix quan la força que frena prové de la viscositat o de les pèrdues aerodinàmiques. Es tractarà únicament el cas més simple, és a dir, quan la força sigui proporcional a la velocitat. En aquest cas la força serà:
{\displaystyle F_{f}=-bv=-b{dy \over dt},}
on {\displaystyle \scriptstyle {b}} és un coeficient que mesura l'amortiment causat per la viscositat. Si {\displaystyle \scriptstyle {b}} és petit, el sistema està poc esmorteït. Cal notar el signe negatiu que indica, com abans, que la força té la direcció oposada a la velocitat. Amb aquest terme complementari l'equació diferencial del sistema és:
{\displaystyle m{d^{2}y \over dt^{2}}=-ky-b{dy \over dt}.}
Es tracta d'una equació diferencial ordinària, lineal, de segon ordre (conté derivades segones) i homogènia (no hi ha terme independent de {\displaystyle y}). Té tres tipus de solucions segons el valor de {\textstyle b^{2}-4km}:
- Si {\textstyle \scriptstyle {b^{2}-4km>0}}, el sistema està sobreesmorteït (esmorteïment fort o supercrític)
- Si {\displaystyle \scriptstyle {b^{2}-4km=0}}, el sistema té esmorteïment crític.
- Si {\displaystyle \scriptstyle {b^{2}-4km<0}}, el sistema oscil·la amb amplitud decreixent (esmorteïment dèbil o subcrític)

#### Oscil·lador sobreesmorteït
| corba blava: esmorteïment crític.                               |
| corba vermella: esmorteïment doble que el crític.               |
| corba verda: esmorteïment igual a 90% de l'esmorteïment crític. |

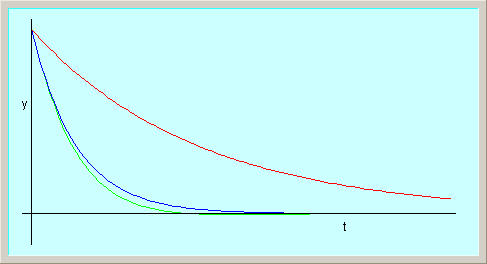
Figura 4: Posició en funció del temps d'un oscil·lador harmònic esmorteït.

En aquest cas el sistema no és realment un oscil·lador; la força d'esmorteïment és tan gran que l'oscil·lador no pot arribar a fer una oscil·lació completa. La solució és de la forma:
{\displaystyle y=A_{-}e^{\lambda _{-}t}+A_{+}e^{\lambda _{+}t},}
on els coeficients de les exponencials són menors que zero i reals (motiu pel qual no hi ha oscil·lació):
{\displaystyle \lambda _{-}={-b-{\sqrt {b^{2}-4km}} \over 2m}} i {\displaystyle \lambda _{+}={-b+{\sqrt {b^{2}-4km}} \over 2m}.}
{\displaystyle \scriptstyle {A_{-}}} i {\displaystyle \scriptstyle {A_{+}}} depenen de les condicions inicials (és a dir, de la situació del sistema per a {\displaystyle \scriptstyle {t=0}}).
La posició no és oscil·lant i tendeix cap a la posició d'equilibri de manera asimptòtica. Les dues exponencials decreixents de les solucions tenen constants de temps diferents. Una és petita, {\displaystyle \scriptstyle {1/\lambda _{-}}}, i correspon a la ràpida cancel·lació de l'efecte de la velocitat inicial. La segona, {\displaystyle \scriptstyle {1/\lambda _{+}}}, és més gran i descriu la lenta tendència cap a la posició d'equilibri.

#### Oscil·lador amb esmorteïment crític
Aquest cas és el límit entre un sistema oscil·lant i un no oscil·lant. Passa quan {\displaystyle b^{2}=4km.} La solució única és 
{\displaystyle y=A_{1}e^{-{b \over 2m}t}+A_{2}te^{-{b \over 2m}t}.}
Com abans, {\displaystyle \scriptstyle {A_{1}}} i {\displaystyle \scriptstyle {A_{2}}} són constants que depenen de les condicions inicials. L'esmorteïment crític correspon a la tendència més ràpida cap a la situació d'equilibri quan no sobrepassa aquesta posició. Si es disminueix una mica l'esmorteïment el sistema s'apropa més ràpidament a la posició d'equilibri, però sobrepassant la posició oscil·la entorn d'aquest punt (prenent valors positius i negatius). Així doncs, l'esmorteïment crític és el que aconsegueix més ràpidament retornar a l'estat inicial sense sobrepassar-lo, veure figura 4, contràriament al que el sentit comú podria indicar d'entrada (una força superior hauria de frenar l'oscil·lador més ràpidament).

#### Oscil·lador amb esmorteïment dèbil

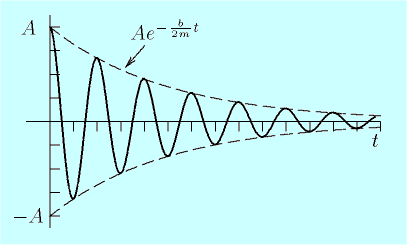
Figura 5: Oscil·lacions esmorteïdes. L'amplitud de la sinusoide està controlada per l'exponencial.

En aquest cas, que és més interessant, tenim un oscil·lador que oscil·la al voltant de la posició d'equilibri amb amplitud decreixent. Passa quan {\displaystyle b^{2}<4km}.
La solució és
{\displaystyle y=Ae^{-{b \over 2m}t}\cos(\omega t+\phi ).}
Com abans, {\displaystyle \scriptstyle {A}} i {\displaystyle \scriptstyle {\phi }} són constants que depenen de les condicions inicials. La pulsació és
{\displaystyle \omega ={\sqrt {{k \over m}-\left({b \over 2m}\right)^{2}}}.}
La pulsació del sistema esmorteït és una mica menor que la pulsació del sistema no esmorteït, {\displaystyle \scriptstyle {\omega _{\circ }={\sqrt {k \over m}}}}, ja que la força que l'esmorteeix frena la massa i la retarda.
L'oscil·lació del sistema està descrita per una sinusoide de freqüència {\displaystyle \scriptstyle {\nu ={\frac {\omega }{2\pi }}={\frac {1}{2}}\pi {\sqrt {{\frac {k}{m}}-\left({\frac {b}{2m}}\right)^{2}}}}}. Es pot observar que l'amplitud està multiplicada per una exponencial decreixent de temps propi {\displaystyle \scriptstyle {\tau ={2m \over b}}}.

##### Factor de qualitat Q
En un sistema poc esmorteït és interessant de definir el factor de qualitat (Quality factor en anglès) o simplement Q com a:
{\displaystyle Q={{\sqrt {km}} \over b}.}
Aquesta quantitat és igual a {\displaystyle \scriptstyle {2\pi }} vegades l'invers de les pèrdues relatives d'energia per període. Així, un sistema que perd 1% d'energia a cada cicle, tindrà un 'Q' de 628. Més interessant, Q és també {\displaystyle \textstyle {\pi }} vegades el nombre d'oscil·lacions que el sistema fa mentre la seva amplitud es divideix per un factor {\displaystyle \textstyle {e}}. Si es pot acceptar una aproximació més grollera, Q és 3 vegades el nombre d'oscil·lacions que un sistema fa mentre la seva amplitud cau a 1/3 de l'amplitud inicial.
Com a exemples, el Q d'un vehicle amb els amortidors en bon estat és una mica més gran que 1. El Q d'una corda de guitarra és de diversos milers. El Q dels cristalls de quars utilitzats en electrònica com a referència de freqüència és l'ordre d'1 milió.

### Oscil·lacions forçades
Podem iniciar el moviment un oscil·lador harmònic desplaçant de la seva posició d'equilibri i abandonant a la seva oscil·lació lliure (vegeu paràgrafs precedents).
Alternativament, podem aplicar-li una força tal que la intensitat variï de manera sinusoidal amb el temps. En aquesta situació, l'equació diferencial lineal és inhomogènia. La solució a aquest tipus d'equació està formada per dos termes: la solució general del sistema homogeni més una solució particular del cas no homogeni. Per tant, la solució està formada per dues parts, una part transitòria (que s'anul·la passat cert temps), similar a les que es poden veure en els paràgrafs precedents, més una part estacionària. La solució de la part transitòria és la mateixa la que ja s'ha vist (equació homogènia). Les úniques diferències són les condicions inicials i finals, que no són idèntiques. Per tal de trobar la solució estacionària cal afegir la següent força sinusoidal a l'equació diferencial del sistema :
{\displaystyle m{d^{2}y \over dt^{2}}+b{dy \over dt}+ky=F_{m}\cos(\omega t).}
Per resoldre aquesta equació és més interessant utilitzar el mateix mètode que en electricitat i electrònica. Per a això, s'afegeix a la força real una força imaginària {\displaystyle \scriptstyle {jF_{m}=\sin(\omega t)}}. Com en electrònica, s'utilitza {\displaystyle \scriptstyle {j={\sqrt {-1}}}} en lloc de i. Ara l'equació a resoldre és:
{\displaystyle m{d^{2}y \over dt^{2}}+b{dy \over dt}+ky=F_{m}e^{j\omega t}.}
Només la part real de y és d'interès.
La solució és immediata: 
{\displaystyle y=Ae^{j\omega t},}
Si es deriva aquesta expressió i se substitueix en l'equació diferencial, es troba el valor d'A:
{\displaystyle A={F_{m} \over k-m\omega ^{2}+jb\omega },}
però A es pot escriure com a 
{\displaystyle \scriptstyle {A=\rho e^{j\phi }}} i la solució de {\displaystyle \scriptstyle {y}} complexa és
{\displaystyle y=\rho e^{j\phi }e^{j\omega t}=\rho e^{j\left(\omega t+\phi \right)}.}
El valor de {\displaystyle \scriptstyle {y}} real és la part real de l'expressió precedent:
{\displaystyle y=\rho \cos \left(\omega t+\phi \right),}
on {\displaystyle \scriptstyle {\rho }} és el mòdul de {\displaystyle \scriptstyle {A}} i {\displaystyle \scriptstyle {\phi }} el seu argument:
{\displaystyle \rho ={\mbox{Re}}(A)={\mbox{Re}}\left({F_{m} \over k-m\omega ^{2}+jb\omega }\right)={F_{m}(k-m\omega ^{2}) \over (k-m\omega ^{2})^{2}+b^{2}m^{-2}\omega ^{2}},}
{\displaystyle \phi =\arg \left(A\right)=\arg \left({F_{m} \over k-m\omega ^{2}+jb\omega }\right).}
Com en electricitat, l'angle {\displaystyle \scriptstyle {\phi }} dona el desfasament del moviment pel que fa a la força externa. Si {\displaystyle \scriptstyle {\phi }} és positiu, el moviment està en avanç de fase i si {\displaystyle \scriptstyle {\phi }} és negatiu el moviment està en retard de fase. En aquest cas el desfasament serà sempre negatiu.

### Resposta en freqüència
L'amplitud de les oscil·lacions forçades dependrà, per descomptat, de l'amplitud de la força externa. Però per a una mateixa amplitud de la força, l'amplitud de l'oscil·lació dependrà també de la freqüència. Utilitzant la definició de freqüència pròpia del sistema (sense esmorteïment ni força externa),
{\displaystyle \omega _{\circ }={\sqrt {k \over m}},}
es pot llavors escriure
{\displaystyle A={F_{m} \over k}{1 \over 1-\left({\omega  \over \omega _{o}}\right)^{2}+j{\omega  \over \omega _{o}}{\sqrt {b^{2} \over km}}}}
Si a més s'utilitza la definició {\displaystyle \scriptstyle {Q={{\sqrt {km}} \over b}}} s'obté:
{\displaystyle A={F_{m} \over k}{1 \over 1-\left({\omega  \over \omega _{o}}\right)^{2}+j{\omega  \over \omega _{o}}{1 \over Q}}}

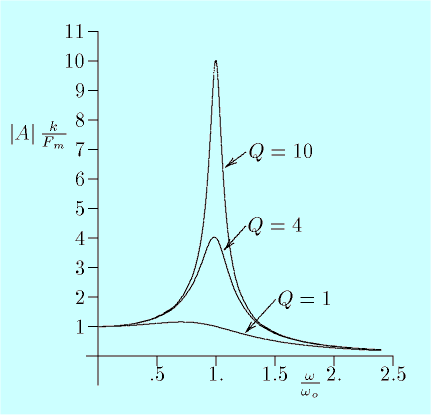
Figura 6: Resposta en freqüència d'un oscil·lador harmònic. A la freqüència de ressonància, l'amplitud és Q vegades més gran que a molta baixa freqüència.

A la figura 6 s'ha representat l'amplitud de l'oscil·lació forçada en funció de la freqüència per diversos valors del factor de qualitat Q. A molt baixa freqüència l'amplitud és la mateixa que si la força fos estàtica {\displaystyle \scriptstyle {F_{m}=kA}}, i el sistema oscil·larà entre les posicions {\displaystyle \scriptstyle {\frac {F_{m}}{k}}} i {\displaystyle \scriptstyle {-{\frac {F_{m}}{k}}}}. Quan la freqüència augmenta, l'amplitud també, aconseguint un màxim quan la freqüència d'excitació és igual a la freqüència pròpia del sistema. A aquesta freqüència pròpia també se l'anomena freqüència de ressonància. També es diu que un sistema excitat a una freqüència propera a la freqüència de ressonància "ressona" o "entra en ressonància". A la freqüència de ressonància, l'amplitud de les oscil·lacions serà Q vegades més gran que la que s'obté en baixa freqüència.
L'ample del pic de ressonància a mitjana alçada, és a dir quan l'amplitud és igual a la meitat del màxim, és igual a la freqüència de ressonància dividida per Q. Aquest ample també es diu banda passant.

### Oscil·lador forçat i caos
L'oscil·lador harmònic no pertorbat en una dimensió és un exemple de sistema integrable, amb comportament regular. Tanmateix, l'oscil·lador harmònic pertorbat pot presentar un comportament caòtic caracteritzat per un atractor estrany. Per exemple en el cas d'una pertorbació de tipus {\displaystyle x^{3}\;} l'equació de moviment és:

{\displaystyle {\frac {d^{2}x}{dt^{2}}}+a{\frac {dx}{dt}}+\omega ^{2}x+\varepsilon \omega ^{2}x^{3}=b\cos(\omega t).}

Aquest sistema és no integrable i el moviment tendeix ràpidament cap a l'anomenat atractor de Duffing.

### Oscil·lador de van der Pol

Figura 7: Comportament caòtic en l'oscil·lador de van der Pol amb excitació sinusoidal. μ = 8.53, mentre que l'excitació externa té amplitud A = 1.2 i freqüència angular ω = 2π / 10.

L'oscil·lador de van der Pol és un cas especial d'oscil·lador amb esmorteïment no lineal, que respon a l'equació:
{\displaystyle {d^{2}x \over dt^{2}}-\mu (1-x^{2}){dx \over dt}+x=0}
Va ser descrit per primera vegada el 1935 per Balthasar van der Pol i presenta comportament caòtic.

## Importància en Física
Considerem el cas d'un cos sotmès a una força unidimensional: {\displaystyle F(y)}. Desenvolupant aquesta força en sèrie de Taylor al voltant del punt d'equilibri ({\displaystyle y=0}):
{\displaystyle F(y)=F(y=0)+y\left({\frac {dF}{dy}}\right)_{y=0}+{1 \over 2}y^{2}\left({\frac {d^{2}F}{dy^{2}}}\right)_{y=0}+...}
Com l'origen és el punt d'equilibri, el primer terme del desenvolupament és nul. Si les oscil·lacions al voltant de {\displaystyle y=0} són prou petites, un es pot quedar amb l'aproximació lineal i menysprear els termes d'ordre superior:
{\displaystyle F(y)\simeq \ y\left({\frac {dF}{dy}}\right)_{y=0}.}
Anomenant {\displaystyle k} a la derivada de la força, s'obté de nou la força recuperadora de Hooke. Aquí rau la importància de l'oscil·lador harmònic: suposa una primera aproximació per a l'estudi d'un sistema quan es produeixen petites oscil·lacions entorn de la seva posició (o estat) d'equilibri.

## Exemples

### Circuit LC

#### Circuit LC sense pèrdues

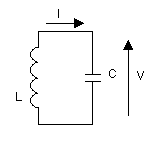
Figura 8: Circuit LC sense pèrdues.

En la figura 8 s'ha representat un circuit oscil·lant LC ideal, és a dir sense pèrdues.
Suposem que, en la situació inicial, el condensador està carregat a una tensió V i que en aquest moment es connecta la inductància. La tensió present en les extremitats de la inductància va a fer aparèixer una corrent de sentit invers a la de la fletxa de l'esquema, que augmentarà amb el temps. A mesura que el condensador subministra corrent a la inductància, es descarrega i la tensió disminueix. La disminució de la tensió fa que el corrent augmenti menys ràpidament. La situació continua així, amb la tensió del condensador que disminueix cada vegada més ràpidament (perquè el corrent augmenta) i el corrent que augmenta més lentament (perquè la tensió disminueix). Arriba un moment en el qual el condensador està completament descarregat i el corrent ha arribat a un màxim.
Ara el corrent continua circulant perquè la inductància l'hi imposa. El condensador comença a carregar en l'altre sentit i fa aparèixer una tensió en els borns de la inductància que fa disminuir el corrent. La situació continua de la següent manera: el condensador es va carregant cada vegada més lentament (perquè el corrent disminueix), mentre que el corrent va disminuint cada vegada més ràpidament (perquè la tensió inversa augmenta). Així, s'arriba a la situació en la qual el corrent s'anul·la i la tensió del condensador és màxima i del mateix valor que la tensió inicial, però amb sentit oposat. La situació és anàloga a la d'una massa sostinguda per un ressort. La inductància juga el paper de la massa. La massa té inèrcia i impedeix que el moviment canviï bruscament. La inductància impedeix que el corrent canviï bruscament. Vegem les equacions.
El comportament elèctric del condensador està descrit per l'equació:
{\displaystyle \scriptstyle {I=C{dV \over dt}}}. El de la inductància està descrit per {\displaystyle \scriptstyle {V=L{dI \over dt}}}. Com en l'esquema {\displaystyle \scriptstyle {I}} és positiu quan surt del costat positiu de la inductància, cal afegir un signe negatiu: 
{\displaystyle \scriptstyle {V=-L{dI \over dt}}}. Es té, doncs, aquest sistema d'equacions diferencials:
{\displaystyle I=C{dV \over dt}} i {\displaystyle V=-L{dI \over dt}.}
Per eliminar {\displaystyle \scriptstyle {I}}, n'hi ha prou derivar la primera equació, per reemplaçar la derivada d'I en la segona:
{\displaystyle V=-LC{d^{2}V \over dt^{2}},}
que es pot escriure com
{\displaystyle L{d^{2}V \over dt^{2}}=-{1 \over C}V.}
Aquesta equació és la mateixa que la de la massa amb un ressort. {\displaystyle \scriptstyle {V}} és equivalent a la posició {\displaystyle \scriptstyle {y}}. {\displaystyle \scriptstyle {L}} és equivalent a la massa {\displaystyle \scriptstyle {m}} i {\displaystyle \scriptstyle {\frac {1}{C}}} és equivalent a la constant del ressort de constant {\displaystyle \scriptstyle {k}}.
La solució és
{\displaystyle V=V_{\circ }\cos(\omega t+\phi ),}
on
{\displaystyle \omega ={1 \over {\sqrt {LC}}}.}
Com de costum, {\displaystyle \scriptstyle {V_{\circ }}} i {\displaystyle \scriptstyle {\phi }} depenen de les condicions inicials.

#### Circuit LC amb pèrdues

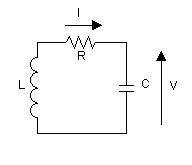
Figura 9: Circuit LC amb pèrdues. La resistència s'adona de totes les pèrdues possibles.

L'esquema de la figura 9 representa un circuit oscil·lant LC amb pèrdues. Les pèrdues estan representades per les pèrdues en una resistència. En un circuit real, les pèrdues provenen de resistències en sèrie com la de la figura 9. Aquestes resistències poden estar en l'exterior de la inductància o del condensador, però també poden ser resistències internes d'aquests components. També hi pot haver resistències en paral·lel, perdudes en el dielèctric del condensador o al nucli de la bobina (si és ferromagnètic). També hi pot haver pèrdues per radiació d'ones electromagnètiques. La resistència farà que la tensió sobre la bobina sigui diferent de la tensió sobre el condensador. El corrent creada serà menor que si no hi hagués hagut pèrdues i quan el corrent carregui de nou el condensador, la tensió a la qual arribarà serà menor. Per la seva banda, l'amplitud disminuirà i tendirà cap a zero. L'equació del nou sistema és:
{\displaystyle L{d^{2}V \over dt^{2}}+R{dV \over dt}+{1 \over C}V=0.}
L'equació és la mateixa que la d'una massa amb un ressort i amb un esmorteïdor. Aquesta vegada {\displaystyle \scriptstyle {R}} és l'equivalent del coeficient de fregament {\displaystyle \scriptstyle {b}}.
La solució és:
{\displaystyle V=V_{\circ }e^{-{R \over 2L}t}\cos(\omega t+\phi ),}
on
{\displaystyle \omega ={\sqrt {{1 \over LC}-\left({R \over 2L}\right)^{2}}}} i {\displaystyle Q={\sqrt {L \over RC}}={\omega _{\circ }L \over R}={R \over \omega _{\circ }C}.}
on {\displaystyle \scriptstyle {\omega _{\circ }={1 \over {\sqrt {LC}}}}} és la freqüència pròpia del circuit (sense pèrdues).

#### Oscil·lacions forçades d'un circuit LC amb pèrdues

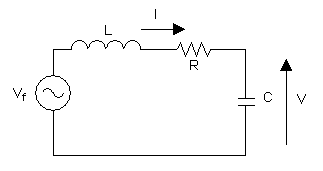
Figura 10: Circuit LRC atacat per un generador sinusoidal.

L'esquema de la figura 10 mostra un generador connectat a un circuit LC en sèrie. Si la tensió del generador és {\displaystyle \scriptstyle {V_{f}\cos(\omega t)}}, l'equació és:
{\displaystyle LC{d^{2}V \over dt^{2}}+RC{dV \over dt}+V=V_{f}\cos(\omega t).}
L'expressió es pot reescriure, donant-li un aspecte similar a les formes precedents:
{\displaystyle L{d^{2}V \over dt^{2}}+R{dV \over dt}+{1 \over C}V={V_{f} \over C}\cos(\omega t).}
Com en l'exemple mecànic, en règim estacionari la solució és
{\displaystyle V=V_{\circ }\cos(\omega t+\phi ),}
on
{\displaystyle V_{\circ }=V_{f}\left|{1 \over 1-\left({\omega  \over \omega _{\circ }}\right)^{2}+j{1 \over Q}{\omega  \over \omega _{\circ }}}\right|} i {\displaystyle \phi =Arg\left({1 \over 1-\left({\omega  \over \omega _{\circ }}\right)^{2}+j{1 \over Q}{\omega  \over \omega _{\circ }}}\right).}
{\displaystyle \scriptstyle {\omega _{\circ }}} i {\displaystyle \scriptstyle {Q}} són els mateixos que en el paràgraf precedent.
L'amplitud de la tensió de sortida és màxima a la ressonància (quan {\displaystyle \scriptstyle {\omega =\omega _{\circ }}}) i val {\displaystyle \scriptstyle {Q}} vegades la tensió d'entrada.

## Oscil·lador harmònic quàntic

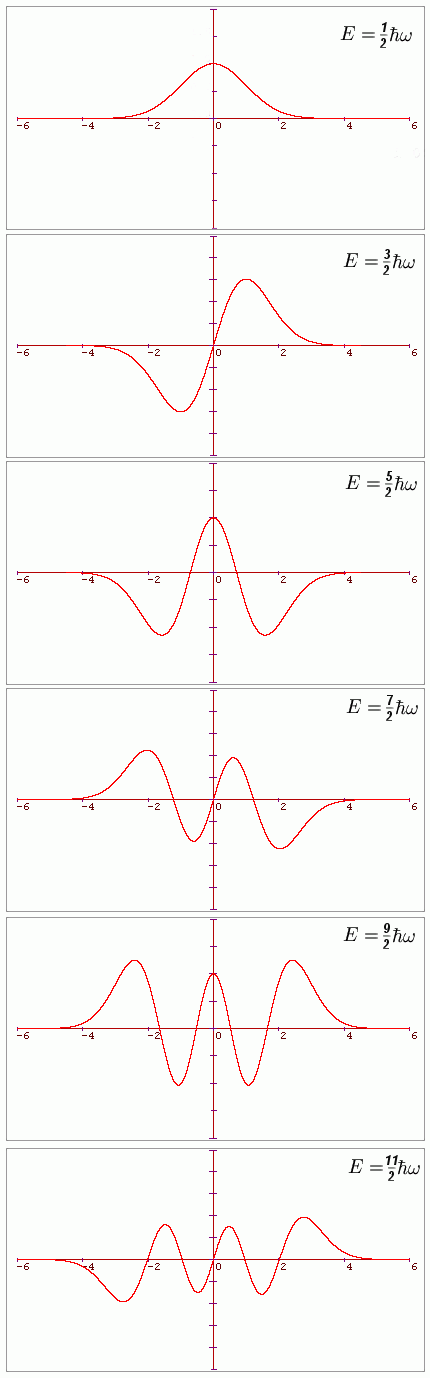
Figura 11: Funcions d'ona per als primers sis autoestats, n = 0 a 5. L'eix horitzontal mostra la posició y en unitats (h/2πmω)^{1/2}. Les gràfiques estan sense normalitzar.

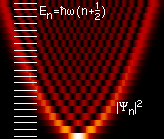
Figura 12: Densitats de probabilitat dels primers autoestats (dimensió vertical,amb els de menor energia en la part inferior) per a les diferents localitzacions espacials (dimensió horitzontal).

En l'esmentada, l'oscil·lador harmònic es pot emprar per estudiar sistemes que realitzin petites oscil·lacions al voltant d'una posició d'equilibri. En particular, l' oscil·lador harmònic quàntic es pot emprar per estudiar les oscil·lacions dels àtoms d'una molècula diatòmica, com la d'hidrogen, H ₂, o la de clorur d'hidrogen, HCl.
L'oscil·lador harmònic és un dels casos en què es pot obtenir una solució analítica senzilla de l'equació de Schrödinger. En aquesta situació, l'hamiltonià de la partícula considerada estarà descrit per:
{\displaystyle {\hat {H}}={\frac {{\hat {p}}^{2}}{2m}}+{\frac {1}{2}}m\omega ^{2}y^{2}.}
Cal notar que per al cas de molècules diatòmiques, la massa {\displaystyle m} seria, en realitat, la massa reduïda del sistema. Es veu clarament que el primer sumand és un terme cinètic, mentre que el segon és l'harmònic. Com el hamiltonià no depèn del temps, només resta resoldre l'equació de Schrödinger independent del temps, per tal de trobar els autoestats de l'energia {\displaystyle E}:
{\displaystyle {\hat {H}}|\psi (y)\rangle =E|\psi (y)\rangle .}
Es pot demostrar que les funcions d'ona, {\displaystyle \psi (y)}, el mòdul al quadrat descriu la densitat de probabilitat que la partícula tingui una determinada posició {\displaystyle y}, són el producte d'exponencials pels polinomis d'Hermite. La figura 11 mostra la forma d'aquestes funcions pels sis autoestats amb energia més baixa (l'estat de menor energia és el que figura a la part superior de la mateixa). En particular, l'energia del nivell n-èsim serà:
{\displaystyle E_{n}=\hbar \omega \left(n+{1 \over 2}\right),\qquad n\in \mathbb {N} ,}
on {\displaystyle \scriptstyle {\hbar }} és la constant de Planck reduïda
És important assenyalar un parell de fets:
- Els nivells d'energia es troben quantitzats, és a dir, només poden prendre una sèrie de valors discrets.
- El nivell mínim d'energia no és zero, sinó {\displaystyle \scriptstyle {E_{0}={\frac {1}{2}}\hbar \omega }}. Noteu que la funció d'ona d'aquest estat mostra que la partícula no es troba en tot moment en la posició d'equilibri {\displaystyle y=0}, així doncs, un oscil·lador quàntic no està mai en repòs absolut.

A la figura 12 es mostren les densitats de probabilitat espacial de la partícula per als diferents autoestats. Cal notar que a mesura que creix l'energia de l'autoestat considerat (és a dir, l'ordre {\displaystyle n}), les distribucions de probabilitat tendeixen a concentrar-se en els punts de retorn, o màxima amplitud. Aquesta situació és la que es dona en el cas clàssic, si es defineix per a ell una densitat de probabilitat inversament proporcional a la velocitat de la partícula en cada punt. Per tant, es compleix el principi de correspondència (és a dir, es poden predir els resultats que s'obtindrien en el límit clàssic).